# Sleigh Ride
A Sleigh Ride egy Leroy Anderson által komponált dal. A szerző 1946 júliusában kezdte el írni és 1948 februárjában fejezte be. Eredetileg csak hangszerre írt darab volt, a szöveget 1950-ben írta hozzá Mitchell Parish. A zenekari változatot először 1949-ben rögzítették Arthur Fiedler és a Boston Pops Orchestra előadásában. A Sleigh Ride nagy siker lett, egyike a zenekar slágereinek. Később John Williams majd Keith Lockhart vezényletével is rögzítették. Anderson maga is rögzítette a dalt 1950-ben a Decca Recordsnál. A Sleigh Ride fő dallama megjelenik az 1949-es Streets of Laredo című westernben is, amit Victor Young rendezett. Young és Parish ebben az időben együtt dolgozott, Parish így ismerte meg a dalt és írt hozzá szöveget. Az első szöveges változatot az Andrews-nővérek adták elő 1950-ben.

## A dal sikere
A Sleigh Ride-ot karácsonyi dalnak tekintik, habár eredeti szövege nem kapcsolódik semmilyen ünnephez sem, arról szól, hogy egy társaság tagjai hogyan próbálják meggyőzni egy társukat, hogy csatlakozzon hozzájuk egy szánkóútra, aminek a végén egy születésnapi parti vár rájuk. A dal néhány változatában a születésnapi partit karácsonyi partira változtatták.
Az Amerikai Dalszerzők és Kiadók Társasága szerint a Sleig Ride folyamatosan szerepel a 10 legtöbbet előadott karácsonyi dal között. A Társaság a Sleigh Ride-ot nevezte meg, mint az USA legnépszerűbb karácsonyi dalát 2009 és 2012 között, 2500 rádió adatai alapján. Továbbra is Anderson felvétele a legnépszerűbb zenekari és Johnny Mathisé a legnépszerűbb szöveges változat.
Steve Metcalf a Leroy Anderson: A Bio-Bibliography című könyvében azt állítja, „a Sleigh Ride-ot több és szélesebb körből származó előadóművész rögzítette, mint bármely más dalt a nyugati zene történetében.”

## Jelentősebb előadók
- 1949 – Arthur Fiedler és a Boston Pops. Ez az eredeti felvétele a dalnak, soha nem adták ki CD-n. Ugyanez a zenekar szintén Fiedlerrel rögzítette a dalt 1959-ben, 1970-ben és 1972-ben, John Williamsel 1991-ben és Keith Lockharttal 1998-ban és 2003-ban.
- 1950 – Leroy Anderson.
- 1950 – Andrews-nővérek (az első szöveges előadás)
- 1958 – Johnny Mathis – Merry Christmas című albumon
- 1963 – The Ronettes – A Christmas Gift for You from Philles Records című albumon. Ez az egyik legnépszerűbb változat, évről évre szerepel Billboard listáján, 2018-ban a 41. helyen.[5]
- 1993 – TLC
- 1996 – Spice Girls
- 2002 – S Club Juniors
- 2008 – Béla Fleck and the Flecktones – 2009-ben Grammy-díjra jelölt változat.

## Fordítás
- Ez a szócikk részben vagy egészben  a   Sleigh Ride című angol Wikipédia-szócikk ezen változatának fordításán alapul.  Az eredeti cikk szerkesztőit annak laptörténete sorolja fel. Ez a jelzés csupán a megfogalmazás eredetét és a szerzői jogokat jelzi, nem szolgál a cikkben szereplő információk forrásmegjelöléseként.